# Eriophyes laevis
Eriophyes laevis,  i Artfakta och på andra ställen nämnd med det svenska namnet Alknottror, är en spindeldjursart som först beskrevs av Alfred Nalepa 1889.  Eriophyes laevis ingår i släktet Eriophyes, och familjen Eriophyidae. Arten är reproducerande i Sverige.